# Paul Dietschy
Pour les articles homonymes, voir Dietschy.
Paul Dietschy, né le 29 août 1964 à Paris, est un historien français, spécialisé dans le domaine du sport et particulièrement du football. Il est professeur d'histoire contemporaine à l'université de Franche-Comté.

## Biographie
Ancien élève de l'ENS Fontenay-Saint-Cloud, agrégé d'histoire, il a soutenu sa thèse de doctorat à l'Université Lumière-Lyon II en 1997 sur le thème : « Football et société à Turin 1920-1960 ». Après avoir été Maître de conférences à l’Université de Franche-Comté où il enseigne à l’Unité promotion formation recherche des sports (U-sports) il soutient son Habilitation à Diriger des Recherches à Sciences-Po fin 2012. Il est élu Professeur d'histoire contemporaine à l'UFR Lettres et Sciences Humaines en 2013 et dirige, depuis 2022, la revue Football(s). Histoire, culture, économie, société, portée par le Centre Lucien Febvre et publiée aux Presses universitaires de Franche-Comté.

## Publications
- Paul Dietschy, Histoire du football, Paris, Éditions Perrin (Pour l'Histoire), avril 2010, 607 p. (ISBN 978-2-262-02710-0)

- Paul Dietschy et David-Claude Kemo-Keimbou, Le football et l'Afrique, Paris, EPA, 2008, 383 p. (ISBN 978-2-85120-674-9)
- Paul Dietschy, Yvan Gastaut et Stéphane Mourlane, Histoire politique des coupes du monde de football, Paris, Vuibert, 2006
- Paul Dietschy et Patrick Clastres, Sport, société et culture en France depuis le XIXe siècle, Paris, Hachette
- Paul Dietschy, Le sport et la Grande Guerre, Paris, Chistera, 2018
- Françoise Centre d'histoire de Sciences po, Patrick Archives nationales du monde du travail et Paul Dietschy, Le sport: de l'archive à l'histoire actes des journées d'études organisées les 8 et 9 juin 2005 à Paris et à Roubaix, Presses universitaires de Franche-Comté, 2006 (ISBN 978-2-84867-125-3)